# Institut archéologique, historique et géographique du Pernambouc
L'Institut archéologique, historique et géographique du Pernambouc (en portugais : Instituto Arqueológico, Histórico e Geográfico Pernambucano, IAHGP) est une institution qui promeut la recherche et la préservation des sciences historiques, géographiques, culturelles et sociales dans l'État brésilien du Pernambouc. Situé dans la ville de Recife, il est inauguré le 28 janvier 1862, ce qui fait de lui le plus ancien institut historique régional du Brésil et la deuxième institution consacrée à l'histoire du pays, après l'Institut historique et géographique brésilien.
L'entité conserve la mémoire du passé du Pernambouc, notamment les premières guerres qui ont eu lieu dans l'État, comme la bataille des Guararapes.
L'institut conserve également une copie du Preciso, le seul document imprimé par les rebelles de la révolution pernamboucaine, qui détaille les actions à mener par le gouvernement nouvellement constitué, ainsi que la presse utilisée pour l'imprimer.

## Histoire
L'Institut archéologique, historique et géographique du Pernambouc trouve son origine dans les critiques formulées par l'empereur Pierre II lors de sa visite à Recife en 1859, à propos de la négligence et de l'indifférence des intellectuels du Pernambouc à l'égard du passé historique de l'État.
L'institution est fondée par un groupe d'intellectuels progressistes de la faculté de droit de Recife de l'université fédérale du Pernambouc (pt) en 1862, constituant le premier institut régional du Brésil. Le premier président élu est Francisco Muniz Tavares (pt).

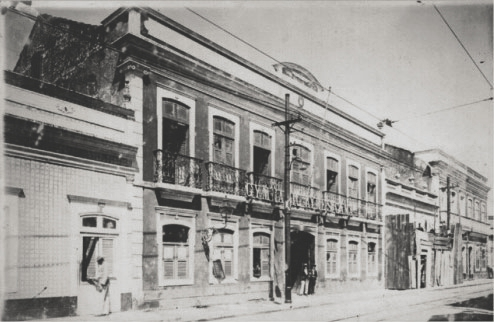
Archive de l'IAHGP, 1918.

Il prend d'abord place au Couvent du Carmel, puis dans la bibliothèque publique provinciale du monastère de São Francisco, puis il est transféré dans un bâtiment de la praça da Concórdia (aujourd'hui praça Joaquim Nabuco). De 1912 à 1919, il est installé au Ginásio pernambucano et, en 1920, il est transféré définitivement au bâtiment numéro 130 de la rua do Hospício. Le siège actuel de l'IAHGP est offert par le gouverneur Manoel Borba (pt) et a subi une rénovation majeure pour être prêt à recevoir l'institution. Il s'agit d'un manoir à deux étages, avec une large porte d'entrée, six fenêtres au rez-de-chaussée et sept fenêtres avec point de vue à l'étage supérieur.
L'IAHGP conserve dans sa collection des documents et des objets liés à la mémoire du Pernambouc. sa bibliothèque, composée d'environ 16 000 volumes, comprend des livres, des cartes et d'autres raretés, comme une copie de l'atlas de Jan Vingboons (pt), une colonne de pierre avec les armoiries qui servaient de marque de division entre les capitaineries du Pernambouc et d'Itamaracá, des bustes de Frei Caneca (pt), des portraits à l'huile et des peintures de personnalités telles que Jean-Maurice de Nassau-Siegen et des objets tels que la coupe que tenait l'homme politique João Pessoa au moment de son assassinat à Recife. La grande session de l'IAHGP a lieu chaque année le 28 janvier et célèbre la restauration du Pernambouc. L'ensemble de cette collection est répertorié par l'Institut national du patrimoine artistique et historique.
Tout au long de son existence, l'IAHGP a laissé son empreinte dans l'espace public de Recife, que ce soit à travers des plaques de bronze indiquant l'importance des monuments et des lieux, ou à travers ses membres fortement impliqués dans la presse du Pernambouc, comme le journaliste et historien Mário Melo, entre autres. En 2015, l'Institut archéologique historique et géographique du Pernambouc lance un projet consistant à installer des panneaux dans les quartiers de Graças, Espinheiro, Boa Vista et Santo Antônio. Ces panneaux, faits de tuiles, marquent huit rues historiques de la ville de Recife. En plus de fournir les noms des rues, les panneaux contiennent également des informations de base, comme un bref résumé de la signification et de l'origine des noms. Les panneaux bénéficient d'un soutien culturel et sont financés par des entreprises ou des particuliers.

## Revue de l'Institut
Depuis 1863, l'institut produit et publie une revue appelée Revista do Instituto Arqueológico, Histórico e Geográfico de Pernambuco (« Revue de l'Institut archéologique, historique et géographique du Pernambouc »). La fréquence de publication est irrégulière jusqu'en 1920. Pendant quelques années seulement, entre 1920 et 1936, elle connaît deux éditions par an, l'une en janvier et l'autre en décembre.

## Célébration du 150eanniversaire
L'Institut archéologique, historique et géographique du Pernambouc fête ses 150 ans en 2012. Pour rendre hommage à cet anniversaire, la fondation Joaquim Nabuco (pt) (Fundaj), en collaboration avec sa bibliothèque, la bibliothèque centrale Blanche-Knopf, met à disposition un inventaire bibliographique sur l'histoire de l'institut depuis 1862, date de son inauguration, jusqu'en 2012. L'objectif est, en plus de célébrer le 150e anniversaire et de rendre hommage à l'institut, de contribuer à l'enregistrement de sa mémoire institutionnelle et de mieux faire connaître sa collection, en la démocratisant et en facilitant l'accès aux chercheurs les plus intéressés.
L'inventaire fourni est organisé chronologiquement et comprend des livres, des brochures, des documents et des articles publiés dans divers périodiques, mais principalement ceux publiés par le propre magazine de l'IAHGP. Tous les documents sont conservés dans leur orthographe d'origine.

## Commémoration du bicentenaire de la révolution du Pernambouc de 1817

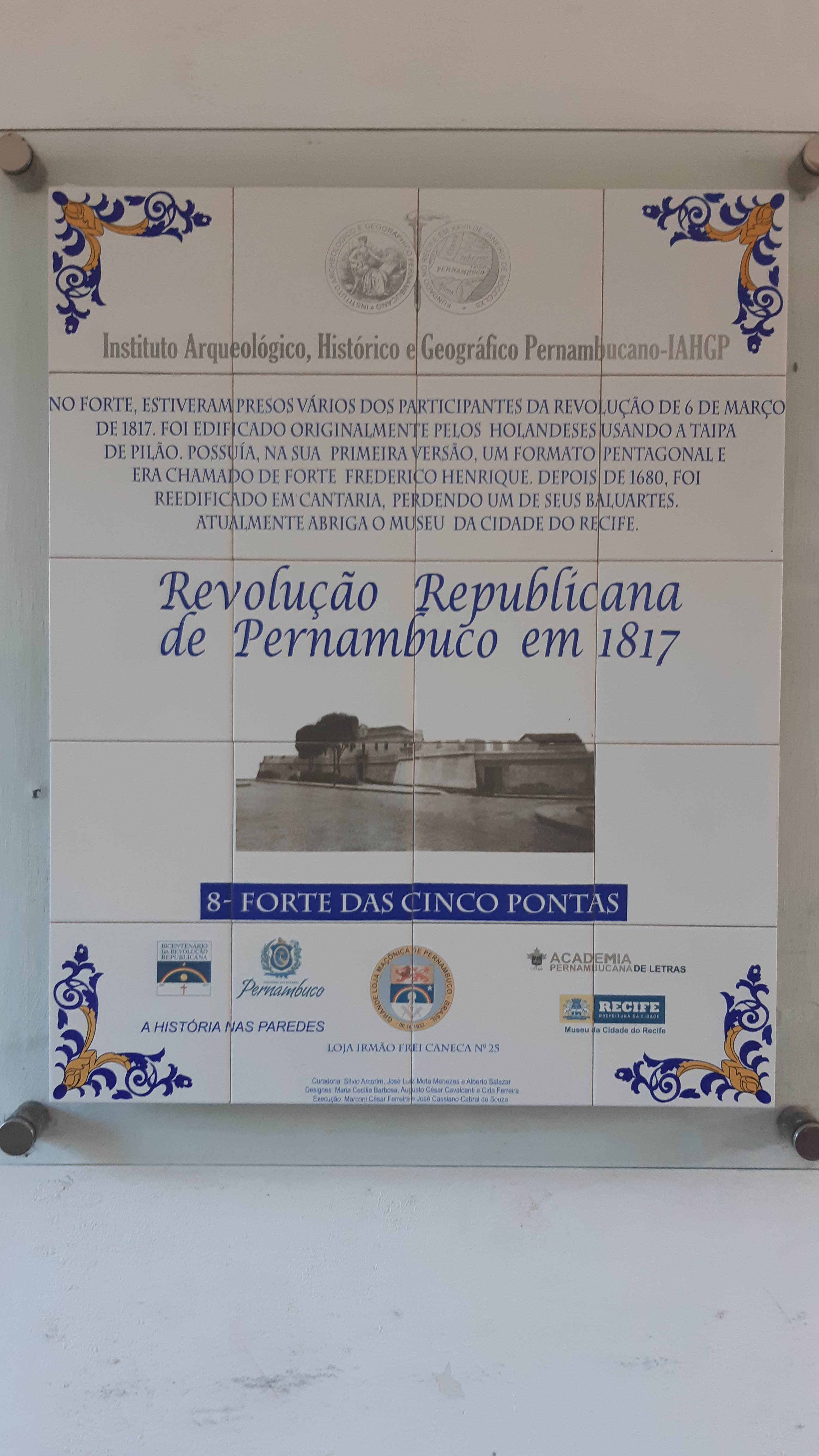
Plaque commémorative de la Révolution pernamboucaine de 1817 posée conjointement par l'Institut archéologique, historique et géographique du Pernambouc et le à Recife.

En 2017, en partenariat avec l'Académie des Lettres du Pernambouc (pt), l'Institut archéologique, historique et géographique du Pernambouc organise une séance solennelle en l'honneur du Bicentenaire de la Révolution pernamboucaine de 1817. Les conférences, dont l'entrée est gratuite, sont données par l'universitaire Vamirech Chacon.
Également en 2017, l'Institut archéologique, historique et géographique du Pernambouc, en partenariat avec le Musée de la ville de Recife - Forte das Cinco Pontas (pt), situé au Fort de São Tiago das Cinco Pontas (pt), un lieu touristique de Recife, organise une exposition en hommage à la Révolution pernamboucaine de 1817, qui se déroule du 12 mars jusqu'à la fin de l'année. L'exposition est divisée en cinq « axes » et vise à caractériser le Pernambouc en 1817, en transmettant les idées qui ont influencé la révolution.

## Collections
Le musée a acquis quelques œuvres et pièces importantes pour l'histoire du Pernambouc,,, parmi lesquelles :
- une pierre tombale avec les armoiries et la couronne portugaises, qui servait de division entre les capitaineries de Pernambuco et d'Itamaracá ;
- un buste du Frei Caneca (pt), Manuel de Oliveira Lima, Alfredo de Carvalho, Mário Melo (pt)
- un blason des munitions de Duarte Coelho ;
- la première presse du Jornal de Pernambuco ;
- un canon hollandais en bronze ;
- des portraits de Jean-Maurice de Nassau-Siegen[10], Dom Pedro II, évêque Azeredo Coutinho, Vital de Oliveira, João Alfredo, Francisco do Rego Barros (pt) ;
- des panneaux sur la première et la deuxième bataille des Guararapes ;
- une collection numismatique ;
- des gravures du vieux Recife ;
- Meubles de Pernambouc du XIXe siècle ;
- Manuscrits rares du Pernambouc ;
- les piliers de l'arc de Santo Antônio, qui a été démoli.